# Johannes Rediske
Johannes Rediske (* 11. August 1926 in Berlin; † 22. Januar 1975 ebenda) war ein deutscher Jazzmusiker (Gitarre, Komposition, Bandleader).

## Leben
Rediske studierte Klavier, Orgel und Geige, war dagegen als Gitarrist Autodidakt. 1947 war er an der Gründung der Berliner 5 Swingsters beteiligt. Er arbeitete hauptsächlich in den Jazzclubs von West-Berlin und für den AFN. 1950 erweiterte er sein 2 Jahre früher gegründetes Quartett zum legendären Quintett, dem außer ihm noch Lothar Noack (cl, ts), Alex Spychalski (p), Sönke Tuffner (bis 1949), Manfred Behrendt (b) und die Schlagzeuger Georg Bremer, Joe Glaser (ab 1950), Heinz Niemeyer (ab 1955), Hans Dieter Taubert (ab 1958) sowie Kurt Giese angehörten. Zwischen 1950 und 1964 trat das Johannes Rediske Quintett regelmäßig im Westberliner Jazzkeller Die Badewanne auf und galt als die meistbeschäftigte Jazz-Gruppe Mitte der 1950er, insbesondere weil es von nordamerikanischen Gastsolisten stark gefragt war.
Rediske popularisierte den George-Shearing-Sound trotz eklektischer Anleihen beim Cool Jazz und wurde ab 1953 in den deutschen Jazz-Polls mehrfach als bester deutscher Jazzgitarrist gewertet. 1953 erhielt die Gruppe den Großen Deutschen Schallplattenpreis; mehrfach nahm sie ab 1954 am Deutschen Jazzfestival in Frankfurt am Main teil. 1956 trat er mit seinem Quintett als Stargast beim Presse-Ball im Kurhaus Bad Neuenahr auf.
In Clubs wie der Badewanne drängten sich Gäste aus aller Welt, unter ihnen auch Louis Armstrong, Ella Fitzgerald, Caterina Valente und Count Basie,  um ihn mit seinem Quintett live zu erleben. Daneben arbeitete Rediske auch als Solist bei den Orchestern Erwin Lehn und Kurt Edelhagen. Zu einigen Hörspielen besorgte das Quintett die musikalische Untermalung, wie 1956 unter der Leitung von Hans-Martin Majewski in dem Fünfteiler „Am grünen Strand der Spree“ von Regisseur Gert Westphal. Ab dem Ende der 1950er Jahre schrieb er auch Film- und Theatermusiken, etwa zu den Filmen Begrenztes Wochenende, Genosse Münchhausen und Der Mörder mit dem Seidenschal. Nur noch sporadisch trat er ab den 1960ern öffentlich auf. Rediske war ab 1951 an Plattenproduktionen unter seinem Namen, aber auch solchen mit Kurt Widmann oder als Begleiter von Wolfgang Neuss beteiligt.

## Lexikalischer Eintrag
- Carlo Bohländer, Karl Heinz Holler: Reclams Jazzführer. Reclam, Stuttgart 1970
- Ian Carr, Brian Priestley, Digby Fairweather (Hrsg.): Jazz Rough Guide. Der ultimative Führer zum Jazz. 1700 Künstler und Bands von den Anfängen bis heute. Metzler, Stuttgart/Weimar 1999